# Rebecca Da Costa
Rebecca Da Costa (anhörenⓘ * 9. Mai 1984 in Recife) ist eine brasilianische Schauspielerin und Model.

## Leben
Da Costa wurde in Recife in Brasilien geboren und ging auf die Rui Barbossa School. Im Alter von 15 Jahren nahm sie an einem nationalen Modellwettbewerb teil, wobei sie von einer Agentur entdeckt wurde. Mit 17 Jahren war sie auf den Catwalks der Mailänder Fashion Week für die Designermarken Giorgio Armani, Yves Saint Laurent, Escada und Hugo Boss zu sehen. Zusätzlich war sie das Kampagnengesicht für Chopard, Swarovski, Nokia und L’Oréal.
Im Jahr 2009 hatte sie eine kleine Statistenrolle in einem Nachtclub, in der Fernsehserie Entourage von HBO. Im Jahr darauf sah man sie als Anabella in dem Horror-Thriller Trick of the Witch. Im gleichen Jahr war sie für die Produktion Treasure of the Black Jaguar als Kellnerin vor der Kamera. Der Film ist bisher aber nur fertiggestellt und wurde noch nicht veröffentlicht. In dem Action-Thriller L.A., I Hate You verkörperte sie in einer Nebenrolle den Charakter Natasha. In dem Film Freerunner verkörperte Da Costa Chelsea, die Freundin des Freerunners Ryan, der von Sean Faris gespielt wurde. Der Film wurde auf dem Oldenburg Film Festival erstmals veröffentlicht und anschließend als DVD-Produktion vertrieben. In 7 Below – Haus der dunklen Seelen stand sie als Courtney neben Val Kilmer und Ving Rhames vor der Kamera. Im Thriller Mine Games von Regisseur Richard Gray sah man sie als Rose. Sie wurde als Hauptrolle des Charakters Bianca Wood in dem Horrorfilm The Firstling neben Andie MacDowell besetzt.
2014 erschien der Film Motel Room 13, in dem sie an der Seite von John Cusack und Robert De Niro die Rolle der Rivka übernahm.

## Filmografie
- 2009: Entourage (Fernsehserie, eine Episode)
- 2010: Treasure of the Black Jaguar
- 2010: Trick of the Witch
- 2011: L.A., I Hate You
- 2011: Freerunner
- 2012: 7 Below – Haus der dunklen Seelen (Seven Below)
- 2012: Mine Games
- 2013: The Edge of Sanity – Am Abgrund des Wahnsinns (Breaking at the Edge)
- 2014: Motel Room 13 (The Bag Man)
- 2015: Death for Hire
- 2016: Wild Oats
- 2019: Unseen (Kurzfilm)